# Вісті з Української Центральної Ради
Вісті з Української Центральної Ради — офіційний друкований орган Української Центральної Ради. Виходив з квітня по листопад 1917 у Києві. Перші 3 номери мали назву «Вісті з Української Центральної Ради у Києві». Всього вийшло 25 номерів, 19 із них видав Комітет Української Центральної Ради, інші — Президія УЦР. У газеті знайшли місце матеріали про створення і організацію УЦР та її діяльність до початку вересня 1917. Друкувалися офіційні документи, закони, укази, постанови УЦР, міжнародні угоди. У квітні– листопаді 1917 виходив також журнал з однойменною назвою. В листопаді 1917 змінився видавець і газета стала називатися «Вістником Генерального Секретаріату Української Народньої Республіки», а з 3 січня 1918 — «Вістником Ради Народних Міністрів Української Народньої Республіки».